# We Gotta Get out of This Place
We Gotta Get out of This Place, of ook wel We've Gotta Get out of This Place, is een liedje geschreven door Barry Mann en Cynthia Weil. Het werd voor het eerst opgenomen door de Britse popgroep The Animals in 1965 en werd een grote hit, vooral in het Verenigd Koninkrijk. Het nummer was mateloos populair bij de Amerikaanse strijdkrachten tijdens de Vietnamoorlog.
In 2004 behaalde het nummer de 233e plaats in de lijst The 500 Greatest Songs of All Time van het tijdschrift Rolling Stone. Het staat ook in de lijst 500 Songs that Shaped Rock and Roll van de Rock and Roll Hall of Fame.

## Geschiedenis van het nummer
Barry Mann en Cynthia Weil is een Amerikaans echtpaar dat samen liedjes schrijft. We Gotta Get out of This Place was oorspronkelijk bedoeld voor The Righteous Brothers. Mann en Weil maakten een demo van het nummer, waarop Mann zong en zichzelf begeleidde op de piano.
Toen sloot Mann echter een contract af met de platenmaatschappij Redbird Records, die hem vroeg het nummer zelf op te nemen. Dat kon al niet meer, want de demo was intussen via de muziekproducer Allen Klein in handen gevallen van Mickie Most, de vaste muziekproducent van The Animals. Most kocht meteen de opnamerechten van de copyrightorganisatie waarbij Mann en Weil waren aangesloten en The Animals hadden het nummer al opgenomen vóór Mann die kans had gekregen.
The Animals hadden net een periode van interne spanningen achter de rug, met als resultaat dat in mei 1965 organist Alan Price vertrokken was. We Gotta Get out of This Place was het eerste nummer waaraan zijn opvolger Dave Rowberry meedeed.
The Animals brachten wat veranderingen in de tekst aan. Voor hun publiek klonk het of ze toespelingen maakten op hun afkomst, de arbeidersklasse van Newcastle upon Tyne, hoewel nergens in het lied een plaatsnaam wordt genoemd. De zanger vertelt dat hij leeft in een smerig deel van ‘de stad’, waar de zon nooit schijnt. Zijn vader ligt op sterven, totaal versleten door het harde werken dat hij zijn hele leven heeft moeten doen. Ook de zanger zelf heeft zijn hele leven hard moeten werken, maar hij weet één ding. Samen met zijn vriendin moet hij weg zien te komen uit deze trieste plaats.
In de begeleiding valt de prominente rol van Chas Chandlers basgitaar op, en natuurlijk de rauwe zang van zanger Eric Burdon, die een reputatie als ‘blanke blueszanger’ had hoog te houden. De sessiedrummer Bobby Graham beweerde later dat hij in het nummer had meegespeeld in plaats van Animalsdrummer John Steel.
We Gotta Get out of This Place bereikte in augustus 1965 de tweede plaats in de Britse UK Singles Chart en moest alleen Help! van The Beatles boven zich dulden. De maand daarop  bereikte de plaat de dertiende plaats in de Billboard Hot 100 (Verenigde Staten) en de tweede plaats in Canada. In Nederland kwam de plaat tot de twaalfde plaats, in Duitsland tot de 31e.

### Twee versies
De versie van het nummer die in de Verenigde Staten uitkwam, verschilde licht van de versie die in de rest van de wereld werd uitgebracht. Columbia Records, de platenmaatschappij van The Animals, had aan MGM Records, de platenmaatschappij die in de VS hun platen mocht uitbrengen, per ongeluk het resultaat van een eerdere opnamesessie gestuurd. Het belangrijkste verschil zit in de eerste regel van het tweede couplet. In de Amerikaanse versie luidt die: ‘See my daddy in bed a-dyin'’, in de andere versie ‘Watch my daddy in bed a-dyin'’.
De Amerikaanse versie werd ook opgenomen op de Amerikaanse lp’s Animal Tracks van 1965 en The Best of The Animals van 1966. Aan de andere kant van de oceaan bleef deze versie onbekend.
Toen het werk van The Animals op compact disc werd gezet, zorgde Allen Klein, wiens bedrijf ABKCO Music Inc. de rechten van alle opnamen van de groep bezit, ervoor dat alleen de "Engelse" versie op alle cd’s terechtkwam. Enkele Amerikanen die gewend waren geraakt aan hun ‘eigen’ versie, protesteerden. Zij vonden dat Eric Burdon daar beter op dreef was. In 2004 kwam de cd Retrospective uit met een terugblik op het werk van Eric Burdon tot 1970, waarbij de protesteerders hun zin kregen: hierop stond de Amerikaanse versie van We Gotta Get out of This Place.

## Populariteit van het nummer
Hoewel het nummer niet als protestlied was bedoeld, sprak de titel heel wat mensen aan die in een situatie zaten waar ze graag uit wilden. Het lied werd populair onder scholieren, maar vooral onder de Amerikaanse militairen in Vietnam, die tegen hun zin betrokken waren geraakt bij een uitzichtloze oorlog. De meesten van hen wilden niets liever dan weg van die plaats. Het nummer werd vaak aangevraagd in verzoekplatenprogramma’s die zich richtten op de Amerikanen in Vietnam en was geregeld te beluisteren in de jukeboxen van Saigon.
In  2006 ondervroegen twee onderzoekers aan de Universiteit van Wisconsin honderden Vietnamveteranen. Hun conclusie was dat We Gotta Get out of This Place met afstand het populairste nummer was onder de Amerikaanse militairen: ‘Iedereen was het er unaniem over eens dat dit lied de toetssteen was. Dit was hét Vietnamlied. Iedere band die weleens optrad in een legerclub, moest dit lied spelen.’
Het nummer werd gebruikt in Dennis Potters televisiestukken Stand Up, Nigel Barton uit 1965 en Our Friends in the North uit 1996. Het was ook te beluisteren in een of meer afleveringen van de Amerikaanse tv-series Tour of Duty, China Beach en Heroes. Michael Moore gebruikte het nummer in zijn documentaire Fahrenheit 9/11 uit 2004; John Irvin verwerkte het in de soundtrack van zijn film Hamburger Hill uit 1987. Zelfs in 2013 nog zond de BBC een serie Privates uit met We Gotta Get out of This Place als herkenningsmelodie.
Een verhandeling uit 1992 over het conflict tussen het Amerikaanse conservatisme en de rockcultuur van de hand van de cultuurwetenschapper Lawrence Grossberg draagt de titel We Gotta Get out of This Place: Popular Conservatism and Postmodern Culture. Gerri Hirshey publiceerde in 2002 een boek over vrouwelijke popartiesten: We Gotta Get out of This Place: The True, Tough Story of Women in Rock.

## Andere versies
We Gotta Get out of This Place is door vele artiesten live gebracht en/of op de plaat gezet. Enkelen van hen zijn:
- Jello Biafra en D.O.A. zetten het nummer in 1989 op het album Last Scream of the Missing Neighbors.
- Blue Öyster Cult nam het nummer op voor het live-album Some Enchanted Evening  uit 1978. Het is ook als single uitgebracht.
- Bon Jovi voerde het nummer in 1992 als onderdeel van een Animals-medley uit in een uitzending van MTV.
- Alice Cooper nam het nummer in 2011 op voor het album Welcome 2 My Nightmare.
- The Partridge Family bracht het nummer in 1972 uit op het album The Partridge Family Notebook.
- De Oostenrijkse zangeres Gilla bracht in 1979 een discoversie van het nummer op de markt en was Alarmschijf.
- Grand Funk Railroad nam het nummer op voor het album Grand Funk Lives van 1981.
- Udo Lindenberg zong in 1978 een Duitse versie onder de titel Verdammt, wir müssen raus aus dem Dreck. In 1979 toerde hij met Eric Burdon door Duitsland en brachten ze samen het nummer live.
- De Australische band Midnight Oil bracht het nummer in 1993 in een uitzending van MTV.
- Bruce Springsteen heeft het nummer maar een paar maal live gebracht, maar ziet het wel als een van de liedjes die hem beslissend hebben beïnvloed. In 2012 hield hij een toespraak tot het publiek van het muziekfestival South by Southwest. Hij speelde een verkorte versie van het nummer op een akoestische gitaar en vertelde vervolgens dat dit liedje de essentie van al zijn eigen liedjes weergaf.[6]
- De Australische groep The Angels zette het nummer in 1986 op het album Howling en bracht het ook uit als single. Die haalde de Australische top tien.
- Richard Thompson nam het nummer op voor zijn album 1988-11-11: Bottom Line, New York, US.

Eric Burdon zelf heeft het nummer tijdens zijn solocarrière vele malen gezongen. Hij bracht het ook in 2010 tijdens de ceremonie waarbij Barry Mann en Cynthia Weil werden opgenomen in de Rock and Roll Hall of Fame in de categorie ‘non-performers’.
Barry Mann, een van de schrijvers, nam het nummer samen met  Bryan Adams op voor zijn album Soul & Inspiration van 2000. In 2010 zong hij het nummer samen met Cynthia Weil in de versie zoals ze die oorspronkelijk hadden geschreven tijdens een bijeenkomst in de Songwriter's Hall of Fame.

## NPO Radio 2 Top 2000
| Nummer met noteringen in de NPO Radio 2 Top 2000 | '99 | '00 | '01 | '02 | '03  | '04 | '05 | '06  | '07 | '08 | '09  | '10  | '11  | '12  | '13  | '14  |
| ------------------------------------------------ | --- | --- | --- | --- | ---- | --- | --- | ---- | --- | --- | ---- | ---- | ---- | ---- | ---- | ---- |
| We Gotta Get out of This Place                   | 993 | 903 | 915 | 984 | 1049 | 725 | 958 | 1082 | 919 | 929 | 1622 | 1268 | 1552 | 1963 | 1533 | 1808 |

1. ↑  Een vetgedrukt getal geeft de hoogste notering aan.
2. ↑  Deze tabel is bijgewerkt tot en met de laatste editie (2024).